# Cnemaspis assamensis
Cnemaspis assamensis este o specie de șopârle din genul Cnemaspis, familia Gekkonidae, descrisă de Atulananda Das și Saibal Sengupta în anul 2000. Conform Catalogue of Life specia Cnemaspis assamensis nu are subspecii cunoscute.